# UFC Fight Night: Bisping vs. Kennedy
UFC Fight Night: Bisping vs. Kennedy（ユーエフシー・ファイトナイト：ビスピン・バーサス・ケネディ、別名The Ultimate Fighter Nations Finale）は、アメリカ合衆国の総合格闘技団体「UFC」の大会の一つ。2014年4月16日、カナダ・ケベック州ケベック・シティーのコリジー・ペプシで開催された。

## 大会概要
本大会ではThe Ultimate Fighter Nations決勝とパトリック・コーテとカイル・ノークによるコーチ対決が組まれた。
キャリア8戦全勝のエリアス・テオドロウ、7戦全勝のチャド・ラプリスがUFCデビュー。

### カード変更
負傷などによるカードの変更は以下の通り。
- エヴァン・ダナム → マイク・デ・ラ・トアー（第4試合）

- スティーブ・ボッセ → ショーン・オコーネル（第6試合）

- アマンダ・ヌネス → レズリー・スミス（第7試合）

- アレックス・カサレス vs. エリック・ペレス → 中止

- シェイナ・ベイズラー vs. サラ・カフマン → ベイズラーの負傷により中止

## 試合結果

### アーリープレリム
第1試合 バンタム級ワンマッチ 5分3R
○  ミッチ・ガニョン vs.  ティム・ゴーマン ×
3R終了 判定3-0（30-27、30-27、30-27）
第2試合 ウェルター級ワンマッチ 5分3R
○  リチャード・ウォルシュ vs.  クリス・インディチ ×
3R終了 判定3-0（30-27、30-27、30-27）
第3試合 ミドル級ワンマッチ 5分3R
○  ノーディン・タレブ vs.  ヴィク・グルジック ×
3R終了 判定3-0（30-27、30-27、30-27）
第4試合 ライト級ワンマッチ 5分3R
○  マーク・ボーチェック vs.  マイク・デ・ラ・トアー ×
3R終了 判定2-1（28-29、30-27、29-28）

### プレリミナリーカード
第5試合 バンタム級ワンマッチ 5分3R
○  ジョージ・ループ vs.  ダスティン・キムラ ×
3R終了 判定3-0（29-28、30-27、29-27）
第6試合 ライトヘビー級ワンマッチ 5分3R
○  ライアン・ジモー vs.  ショーン・オコーネル ×
1R 4:27 KO（右ストレート→パウンド）
第7試合 女子バンタム級ワンマッチ 5分3R
○  サラ・カフマン vs.  レズリー・スミス ×
3R終了 判定3-0（30-27、30-27、30-27）
第8試合 ウェルター級ワンマッチ 5分3R
○  KJ・ヌーンズ vs.  サム・スタウト ×
1R 0:30 KO（右ストレート→パウンド）

### メインカード
第9試合 フェザー級ワンマッチ 5分3R
○  ダスティン・ポイエー vs.  アキラ・コラサニ ×
2R 0:42 TKO（スタンドパンチ連打）
第10試合 TUF Nationsウェルター級トーナメント 決勝 5分3R
○  チャド・ラプリス vs.  オリビエ・オービン＝メルシエ ×
3R終了 判定2-1（28-29、30-27、30-27）
※ラプリスがトーナメント優勝。
第11試合 TUF Nationsミドル級トーナメント 決勝 5分3R
○  エリアス・テオドロウ vs.  シェルドン・ウェストコット ×
2R 4:41 TKO（グラウンドの肘打ち）
※テオドロウがトーナメント優勝。
第12試合 ウェルター級ワンマッチ 5分3R
○  パトリック・コーテ vs.  カイル・ノーク ×
3R終了 判定3-0（29-28、29-28、30-27）
第13試合 ミドル級ワンマッチ 5分5R
○  ティム・ケネディ vs.  マイケル・ビスピン ×
5R終了 判定3-0（49-46、49-46、50-45）

### 各賞
ファイト・オブ・ザ・ナイト： ダスティン・ポイエー vs. アキラ・コラサニ
パフォーマンス・オブ・ザ・ナイト： KJ・ヌーンズ、ライアン・ジモー
各選手にはボーナスとして5万ドルが支給された。